# Coccophagus lucani
Coccophagus lucani är en stekelart som beskrevs av Girault 1922. Coccophagus lucani ingår i släktet Coccophagus och familjen växtlussteklar. Inga underarter finns listade i Catalogue of Life.